# Stargate dans la littérature
Plusieurs romans ont été écrits sur Stargate. Que l'on parle de novélisations ou encore d'ouvrages dérivés, plusieurs éditeurs se sont laissés tenter par la diffusion de ces histoires.
Ainsi, la question de la légitimité des œuvres se pose lorsqu'il est question des ouvrages dérivés. En effet, l'assimilation des histoires à l'univers de Stargate reste à l'entière discrétion du lecteur, qui peut ainsi tout à fait décider de ne pas intégrer les livres dans sa conception de la mythologie.

## Romans du film
Exception faite du premier roman, qui novélise le film, les autres romans issus du film ne sont disponibles qu'en langue anglaise uniquement.
| N° | Titre                   | Auteur                         | Sortie         | Chronologie                                |
| --- | ----------------------- | ------------------------------ | -------------- | ------------------------------------------ |
| 1 | Stargate                | Dean Devlin et Roland Emmerich | Décembre 1994  | Stargate, la porte des étoiles             |
| Des archéologues découvrent des vestiges égyptiens révélant une machine ouvrant un passage vers une autre planète. Daniel Jackson parvient à trouver les coordonnées nécessaires. Le colonel O'Neil est à la tête de l'équipe composée de scientifiques et de soldats américains, ils franchissent ensemble cette porte des étoiles pour découvrir un monde désertique dont la population est sous la coupe d'un tyran. |                         |                                |                |                                            |
| 2 | Stargate Rebellion      | Bill McCay                     | Octobre 1995   | Un an après Stargate, la porte des étoiles |
| |                         |                                |                |                                            |
| 3 | Stargate Retalation     | Bill McCay                     | Septembre 1996 | Une semaine après Stargate Rebellion       |
| |                         |                                |                |                                            |
| 4 | Stargate Retribution    | Bill McCay                     | Octobre 1997   | -                                          |
| |                         |                                |                |                                            |
| 5 | Stargate Reconnaissance | Bill McCay                     | Mai 1998       | -                                          |
| |                         |                                |                |                                            |
| 6 | Stargate Resistance     | Bill McCay                     | Octobre 1999   | -                                          |
| |                         |                                |                |                                            |

## Romans deStargate SG-1

### En français
Tous les romans en français sont sortis aux éditions J'ai lu.
| N° | Titre                                    | Auteur                                    | Sortie       | Épisode rattaché   |
| --- | ---------------------------------------- | ----------------------------------------- | ------------ | ------------------ |
| 1 | Enfants des Dieux (traduit de l'anglais) | Ashley Mac Connell                        | Avril 1999   | Enfants des dieux  |
| Le programme porte des étoiles est à l'abandon depuis un an, lorsque le goa'uld Apophis menace la Terre. Le colonel Jack O'Neill est rappelé pour retraverser une deuxième fois la porte des étoiles et éliminer la menace. |                                          |                                           |              |                    |
| 2 | Le Marteau de Thor                       | Pascale Legardinier et Gilles Legardinier | Janvier 1999 | Le Marteau de Thor |
| |                                          |                                           |              |                    |
| 3 | Les Réfugiés                             | Pascale Legardinier et Gilles Legardinier | Avril 1999   | Les Réfugiés       |

### En anglais

#### Publiés par Roc Books
| N° | Titre               | Auteur           | Sortie       | Épisode/Saison rattachée |
| --- | ------------------- | ---------------- | ------------ | ------------------------ |
| 1 | Stargate SG-1       | Ashley McConnell | Octobre 1998 | Enfants des dieux        |
| Le programme porte des étoiles est à l'abandon depuis un an, lorsque le goa'uld Apophis menace la Terre. Le colonel Jack O'Neill est rappelé pour retraverser une deuxième fois la porte des étoiles et éliminer la menace. |                     |                  |              |                          |
| 2 | The Price You Pay   | Ashley McConnell | Juillet 1999 | Saison 1                 |
| SG-1 se bat pour sauver la population d'une planète qui doit régulièrement payer un tribut à Apophis en lui offrant des individus suffisamment forts pour servir d’hôte aux larves Goa'ulds                                 |                     |                  |              |                          |
| 3 | The First Amendment | Ashley McConnell | Février 2000 | Saison 1                 |
| Un journaliste a réussi à s’infiltrer dans le SGC, pour garder le secret, SG-1 l'emmène en mission à travers la porte des étoiles pour lui montrer la dangerosité de l'Univers.                                             |                     |                  |              |                          |
| 4 | The Morpheus Factor | Ashley McConnell | Février 2001 | Saison 3                 |
| SG-1 se rend sur une planète et prend contact avec ses habitants, malheureusement pour eux ils sont victimes d'hallucinations dangereuses.                                                                                  |                     |                  |              |                          |

#### Publiés par Fandemonium
| N° | Titre                       | Auteur                          | Sortie            | Saison rattachée |
| --- | --------------------------- | ------------------------------- | ----------------- | ---------------- |
| SG1-01 | Trial By Fire               | Sabine C. Bauer                 | 16 juillet 2004   | Saison 7         |
| Un peuple pieux, les Tyreans sont dévoués à leur divinité : Meleq. Mais lorsque leur chef spirituel est sauvagement assassiné durant une mission de paix, ils supplient SG-1 de les aider contre leurs pires ennemis, les Phrygians. |                             |                                 |                   |                  |
| SG1-02 | Sacrifice Moon              | Julie Fortune                   | 28 septembre 2004 | Saison 1         |
| Tout juste 4 jours après la mort du major Kawalsky, le Colonel Jack O'Neill dirige la toute nouvelle équipe SG-1 dans leur première mission à travers la Porte des étoiles. |                             |                                 |                   |                  |
| SG1-03 | A Matter of Honor           | Sally Malcolm                   | 8 novembre 2004   | Saison 7         |
| Cinq ans après que le major Henry Boyd et son équipe SG-10 eurent été piégés sur une planète en passe de se faire avaler par un trou noir, le Colonel Jack O'Neill découvre un engin qui pourrait les ramener à la maison. |                             |                                 |                   |                  |
| SG1-04 | City of the Gods            | Sonny Whitelaw                  | 18 avril 2005     | Saison 5         |
| Lorsqu'un cran de cristal est découvert à l'intérieur de la Pyramide du Soleil à Mexico, il déclenche une chaine d'évènements imprévus qui catapultent SG-1 sur un monde mourant. |                             |                                 |                   |                  |
| SG1-05 | The Cost of Honor           | Sally Malcolm                   | 31 août 2005      | Saison 7         |
| Il s'agit de la suite du roman : À Matter of Honor. SG-1 embarque dans une mission désespérée pour sauver SG-10 d'un trou noir. Mais le coût de leur héroïsme pourrait être plus grand que ce qu'ils pensent. |                             |                                 |                   |                  |
| SG1-06 | Siren Song                  | Holly Scott, Jaimie Duncan      | 7 février 2006    | Saison 7         |
| Le chasseur de primes Aris Boch a une fois de plus SG-1 dans sa ligne de mire. Mais cette fois, Boch ne veut pas les échanger pour de l'argent. Il a besoin des talents uniques du Dr. Daniel Jackson, et il fera tout pour les obtenir. |                             |                                 |                   |                  |
| SG1-07 | Survival of the Fittest     | Sabine C. Bauer                 | 7 juillet 2006    | Saison 5         |
| Le Colonel Frank Simmons n'a jamais été un ami de SG-1. En travaillant pour le compte d'une organisation gouvernementale secrète, le service de renseignement NID, il a engendré un terrible plan pour créer une armée aussi dévastatrice et efficace que celle de n'importe quel Goa'uld. |                             |                                 |                   |                  |
| SG1-08 | Alliances                   | Karen Miller                    | 15 septembre 2006 | Saison 4         |
| Tout ce que SG-1 voulait c'était la technologie capable de défendre la Terre des Goa'uld, mais la mission sur Euronda a été un énorme échec. Maintenant, leurs supérieurs de Washington tournent autour de Jack O'Neill et c'est le Sénateur Robert Kinsey qui dirige l'assaut. |                             |                                 |                   |                  |
| SG1-09 | Roswell                     | Sonny Whitelaw, Jennifer Fallon | 23 avril 2007     | Saison 10        |
| Lorsqu'un dysfonctionnement de la Porte fait remonter le temps au Lieutenant Colonel Cameron Mitchell, au Dr. Daniel Jackson, au Lieutenant Colonel Carter et à Teal'c, ils n'ont que quelques minutes à vivre. Au sein des forces SGC, c'est au Général Jack O'Neill et à Vala de former un duo inattendu pour aller à leur rescousse. |                             |                                 |                   |                  |
| SG1-10 | Relativity                  | James Swallow                   | 9 octobre 2007    | Saison 7         |
| Tout sembler aller pour le mieux lorsque SG-1 rencontre un peuple de nomades de l'espace qui ont fui la domination Goa'uld depuis de nombreuses générations. Il semblerait en effet que les 2 parties auraient beaucoup à gagner d'un échange de technologies mutuelles. Mais un ancien ennemi autrefois vaincu par SG-1 refait surface, et profite de l'occasion pour utiliser une arme biologique imparable qui marquera la fin des Tau'ri, mais qui deviendra hors de contrôle. Des décennies plus tard, alors que l'humanité est au bord de l'extinction dans une Voie Lactée détruite par l'arme biologique et par la guerre totale entre le Grand Maître Goa'uld Anubis et les Réplicateurs, la découverte du laboratoire secret de Janus, le scientifique des Anciens versé dans les expériences temporelles, offre un dernier espoir de survie à toute la galaxie. |                             |                                 |                   |                  |
| SG1-11 | The Barque of Heaven        | Suzanne Wood                    | 28 janvier 2008   | Saison 3         |
| Il y a de nombreux millénaires, le Grand Maître Suprême Goa'uld Râ, alors au sommet de sa puissance, a décrété que tout Goa'uld qui souhaiterait le servir devrait subir un grand test. La victoire mènerait au pouvoir et au prestige, la défaite signifiait bannissement et mort... |                             |                                 |                   |                  |
| SG1-12 | Do No Harm                  | Karen Miller                    | 15 mai 2008       | Saison 3         |
| Le SGC est dans une situation critique : beaucoup trop d'équipes blessées, beaucoup trop mortes. Les tensions montent et étant pressé d'obtenir des résultats concrets, le Général Hammond est forcé d'appeler en renfort l'équipe d'intervention spéciale du Pentagone pour combler les trous. |                             |                                 |                   |                  |
| SG1-13 | Hydra                       | Holly Scott, Jaimie Duncan      | 1er novembre 2008 | Saison 5         |
| Des rumeurs et des accusations concernant le SGC commencent à affluer d'un peu partout dans la galaxie. Lorsque SG-1 est reçu avec peur et haine sur un monde paisible et que maitre Bra'tac les accuse de crimes de guerre, ils savent qu'ils doivent enquêter. |                             |                                 |                   |                  |
| SG1-14 | Valhalla                    | Tim Waggoner                    | 1er octobre 2009  | Saison 7         |
| Sur les champs légendaires de Valhalla les esprits des guerriers vikings se battent éternellement au service de leur dieu : Odin. La nuit tombée ils fêtent et honorent ceux qui sont tombés mais au lever du jour les morts se réveillent pour se battre jusqu'à la fin des temps. |                             |                                 |                   |                  |
| SG1-15 | The Power Behind the Throne | Steven Savile                   | 31 août 2010      | Saison 5         |
| La Tok'ra demande à SG-1 de porter secours à une créature connue sous le nom de Mujina. C'est le dernier de son espèce, le Mujina est dépourvu de forme et tire son essence des besoins de ceux qui sont autour de lui. La créature est un archétype soit du héros, soit du vilain, tout dépend de ceux qui l'influencent. |                             |                                 |                   |                  |
| SG1-16 | Four Dragons                | Diana Botsford                  | 31 août 2010      | Saison 7         |
| Peu de temps après le retour de Daniel Jackson de l'Ascension, il se porte volontaire pour une étude archéologique de ruines chinoises sur P3Y-702. Mais après avoir accidentellement activé des anneaux de transport Goa'uld Daniel se retrouve prisonnier du Grand Maître Goa'uld Yu. Se sentant coupable de la capture de Daniel, Jack O'Neill est prêt à tout pour le retrouver. |                             |                                 |                   |                  |
| SG1-17 | Sunrise                     | J.F. Crane                      | 1er octobre 2011  | Saison 4         |
| SG-1 se retrouve sur un monde sans vie. Ils y découvrent des corps congelés dans la glace et un indice sur un engin qui pourrait protéger la Terre des Goa'uld pour toujours. |                             |                                 |                   |                  |
| SG1-18 | Transitions                 | Sabine C. Bauer                 | 18 octobre 2011   | Saison 8         |
| Récemment promus au rang de Général, Jack O'Neill vient à peine de s'habituer à son nouveau poste lorsqu'un désastre se produit. Cassandra Fraiser, la fille adoptive de la regrettée Docteur Janet Fraiser, a été enlevée par des forces inconnues. |                             |                                 |                   |                  |
| SG1-19 | Oceans of dust              | Peter J. Evans                  | 16 novembre 2012  | Saison 4         |
| SG-1 découvre une créature démoniaque sous les sables d'Égypte. Une créature que le Goa'uld fou Neheb-Kau veut utiliser comme une terrible arme. |                             |                                 |                   |                  |
| SG1-20 | Heart's desire              | Amy Griswald                    | 20 juillet 2012   | Saison 3         |
| L'équipe SG-1 se bat contre des pirates dans les cieux d'un monde montagneux à la recherche du légendaire " Cœur des Désirs" |                             |                                 |                   |                  |
| SG1-21 | The drift                   | Diana Dru Botsford              | 29 octobre 2012   | Saison 8         |
| L'avant-poste Ancien en Antarctique se retrouve au cœur d'une dispute internationale et le Dr. Daniel Jackson est envoyé en Antarctique pour calmer les tensions diplomatiques. |                             |                                 |                   |                  |
| SG1-22 | Moebius squared             | Jo Graham et Melissa Scott      | 12 décembre 2012  | Post-saison 10   |
| A la recherche d'Egeria, la reine et mère de tous les Tok'ra, l'équipe de Cameron Mitchell retourne dans l'Égypte ancienne où ils découvrent une autre version de SG-1, piégée dans le passé après avoir aidé les égyptiens à chasser Ra de la Terre. |                             |                                 |                   |                  |
| SG1-23 | Ouroboros                   | Melissa Scott                   | 18 juin 2013      | Saison 8         |
| Lorsque SG-1 découvre l'un des engins de Janus abandonné, ils sont transportés dans une galaxie lointaine où rien n'est comme il devrait être. |                             |                                 |                   |                  |
| SG1-24 | Two Roads                   | Geonn Cannon                    | 12 juin 2014      | Saison 8         |
| Les Goa'uld ont été vaincus, les Jaffas sont libres et dans le vide de pouvoir qui en résulte la partie la plus sombre de la galaxie se bat pour prendre le pouvoir. |                             |                                 |                   |                  |
| SG1-25 | Hostile Ground              | Sally Malcolm et Laura Harper   | Septembre 2014    | Saison 3         |
| Le Colonel Jack O'Neill et son équipe vont être plongés dans un territoire sombre et sans pitié. |                             |                                 |                   |                  |
| SG1-26 | Murder at the SGC           | Amy Grisworld                   | 28 mai 2015       | Saison 10        |
| Le Dr. Olivier est empoisonné en sein même du SGC. Toujours à la recherche du Saint Graal, SG-1 doit enquêter sur ce qui se révèle être une conspiration de grande ampleur. |                             |                                 |                   |                  |
| SG1-27 | Exile                       | Sally Malcolm et Laura Harper   | 13 août 2015      | Saison 3         |
| Après les terribles révélations de Hostile Ground (SG1-25), l'équipe du Colonel O'Neill tente de rentrer sur Terre. |                             |                                 |                   |                  |
| SG1-28 | Kalis Wrath                 | Keith R.A. DeCandido            | 19 mai 2016       |                  |
| Lorsque le seul membre survivant de SG-7 ramène le Premier prima de Kali blessé au SGC, le colonel O'Neill et son équipe sont appelés à enquêter sur une attaque des Reetous sur l'une des planètes de Kali. |                             |                                 |                   |                  |
| SG1-29 | Hall of the Two Truths      | Susannah Parker Sinard          | 18 août 2016      |                  |
| Après avoir subi une attaque brutale sur une autre planète, chaque membre de SG-1 se retrouve seul dans l'Égypte ancienne, dans l'au-delà, et dans un voyage à travers le Livre des Morts. |                             |                                 |                   |                  |
| SG1-30 | Insurrection                | Sally Malcolm et Laura Harper   | 1er décembre 2016 |                  |
| Après Exile: Le SG-1 est confronté à un choix terrible. Alors que les lignes entre amis et ennemis s'estompent, l'équipe doit choisir où va sa loyauté - et combien elle est prête à risquer pour sauver son monde. |                             |                                 |                   |                  |
| SG1-31 | Female of the Species       | Geonn Cannon                    | 22 novembre 2018  |                  |
| Vala Mal Doran, la dernière recrue de SG-1, ne peut ignorer l'appel à l'aide qu'elle reçoit de sa vieille amie, Tanis Reynard. Et avec des informations vitales en jeu, Vala s'assure que le SG-1 ne peut pas l'ignorer non plus... |                             |                                 |                   |                  |
| SG1-32 | Infiltration                | Susannah Parker Sinard          | 12 juillet 2019   |                  |
| Pourquoi le Major Sam Carter a-t-il été choisi comme hôte par l'envahisseur extraterrestre dans l'épisode "Entité" de STARGATE SG-1 ? Dans cette aventure passionnante, nous découvrons la mission qui a conduit l'entité à sa décision fatidique... |                             |                                 |                   |                  |

## Romans deStargate Atlantis
| N° | Titre                                                | Auteur                                   | Sortie          | Saison rattachée |
| --- | ---------------------------------------------------- | ---------------------------------------- | --------------- | ---------------- |
| SGA-01 | Rising                                               | Sally Malcolm                            | 6 décembre 2005 | Saison 1         |
| Il s'agit de la version papier du premier épisode de Stargate Atlantis. Après la découverte de l'avant-poste ancien en Antarctique, le SGC envoie une nouvelle équipe d'explorateurs à travers la Porte des étoiles vers la galaxie de Pégase et la Cité perdue d'Atlantis. |                                                      |                                          |                 |                  |
| SGA-02 | Reliquary                                            | Martha Wells                             | 15 mars 2006    | Saison 1         |
| Alors qu'ils explorent des zones non-explorées d'Atlantis, le Major Sheppard et le Dr Mc Kay découvrent un engin qui leur révèle une mystérieuse nouvelle adresse de Porte des étoiles. Pensant que l'adresse pourrait mener à site Ancien important, l'équipe embarque pour une mission sur ce monde inconnu. |                                                      |                                          |                 |                  |
| SGA-03 | The Chosen                                           | Sonny Whitelaw et Elizabeth Christensen  | 13 avril 2006   | Saison 1         |
| La technologie Ancienne est dispersée aux 4 coins de la galaxie de Pégase. L'équipe d'Atlantis n'est donc pas surprise de la découvrir en activité sur un monde défendu par Dalera, un ancien chassé de sa société pour être tombé amoureux d'une humaine. |                                                      |                                          |                 |                  |
| SGA-04 | Halcyon                                              | James Swallow                            | août 2006       | Saison 2         |
| Dans leur quête pour de nouveaux alliés, l'équipe phare d'Atlantis voyage sur Halcyon, un monde industriel où les Wraith ne sont désormais pas craint mais chassés. Horrifiés par la brutalité de la population locale le Lieutenant Colonel John Sheppard se retrouve rapidement au cœur des machinations politiques de l'aristocratie d'Halcyon. Dans une société féodale où la force mène au pouvoir il se rend compte que les nobles feront absolument tout pour s'assurer de vaincre leurs rivaux. |                                                      |                                          |                 |                  |
| SGA-05 | Exogenesis                                           | Sonny Whitelaw et Elizabeth Christensen  | Décembre 2006   | Saison 2         |
| Lorsque le Dr Carson Beckett découvre les restes de 2 anciens morts depuis une éternité, il déclenche des évènements dévastateurs aux conséquences importantes. |                                                      |                                          |                 |                  |
| SGA-06 | Entanglement                                         | Martha Wells                             | Avril 2007      | Saison 2         |
| Lorsque le Dr Rodney McKay résout une énigme des Anciens sur une lune éloignée, il découvre un terrible danger pour la galaxie de Pégase. |                                                      |                                          |                 |                  |
| SGA-07 | Casualties of War                                    | Elizabeth Christensen                    | Septembre 2007  | Saison 3         |
| L'heure n'est pas aux réjouissances sur Atlantis. Après le premier face à face avec les Asuran, le Colonel Sheppard est écrasé pas la pression du commandement. Lorsque son équipe découvre une technologie Ancienne qui pourrais vaincre le menace des Asurans, il est prêt à tout pour obtenir cette technologie et ce, à n'importe quel prix. |                                                      |                                          |                 |                  |
| SGA-08 | Blood Ties                                           | Sonny Whitelaw et Elizabeth Christensen  | Décembre 2007   | Saison 3         |
| Lorsqu'une série de meurtres macabres sont découverts un peu partout sur Terre, la piste remonte jusqu'au SGC; et de là, se poursuit bien plus loin... |                                                      |                                          |                 |                  |
| SGA-09 | Mirror, Mirror                                       | Sabine C. Bauer                          | août 2008       | Saison 2         |
| Lorsqu'un scientifique Ancien donne à l'expédition le Charybdis (un engin capable d'éliminer les Wraith), ils ne peuvent refuser. Mais lorsque l'expérience échoue lamentablement, la menace ne concerne plus seulement la galaxie de Pégase mais aussi l'univers tout entier. |                                                      |                                          |                 |                  |
| SGA-10 | Nightfall                                            | James Swallow                            | Février 2009    | Saison 4         |
| Les mystères sont nombreux sur Heruun, une planète protégée des Wraith par son mystérieux gardien : l'Aegis. |                                                      |                                          |                 |                  |
| SGA-11 | Angelus                                              | Peter J. Evans                           | Mars 2009       | Saison 4         |
| Avec leurs directives de base restaurée les Asurans ont commencé à attaquer les Wraith sur plusieurs fronts. Sous le commandement du Colonel Abraham Ellis, l'Apollo est envoyé observer la ligne de front. Mais les ordres de non-intervention d'Ellis ne sont plus d'actualité lorsqu'un vaisseau Ancien sort de l'hyperespace. |                                                      |                                          |                 |                  |
| SGA-12 | Dead End                                             | Chris Wraight                            | Juillet 2010    | Saison 3         |
| Piégé sur une planète glacée, le Colonel Sheppard et son équipe sont secourus par les Oubliés, une race abandonnée par ceux qui les protégeaient et condamnés à voir leur monde mourir. |                                                      |                                          |                 |                  |
| SGA-13 | Hunt and Run                                         | Aaron Rosenberg                          | Avril 2010      | Saison 5         |
| Ronon Dex est un mystère. Son passé est soldé et il apprécie cela. Mais lorsque l'équipe d'Atlantis tombe dans un piège qui les bloque sur un monde hostile, seul le passé de Ronon peut les sauver, s'il ne les tue pas avant. |                                                      |                                          |                 |                  |
| SGA-14 | Death Game                                           | Jo Graham                                | Septembre 2010  | Saison 2         |
| Le Colonel John Sheppard se réveille sur une autre planète, dans les restes d'un Jumper, mais il ne se souvient plus comment il est arrivé là. Alors qu'il commence à recouvrer la mémoire, il découvre que son équipe est dispersée à travers un archipel tropical sans moyen de communiquer entre eux, ni de retourner à la Porte des étoiles. |                                                      |                                          |                 |                  |
| SGA-15 | Brimstone                                            | David Niall Wilson et Patricia Macomber  | Septembre 2010  | Saison 5         |
| L'équipe d'Atlantis découvre une cité sur une lune sur le point d'entrer en collision avec son propre soleil. Mais la cité, qui semblait abandonnée, se trouve être habitée par les descendants des Anciens, qui ont sombré dans la décadence et la débauche. |                                                      |                                          |                 |                  |
| SGA-16 | Homecoming Premier livre de la série Legacy          | Jo Graham et Melissa Scott               | Octobre 2010    | Post-Saison 5    |
| Premier ouvrage d'une série qui en comptera huit, la série Legacy, Homecoming débute là où la cinquième saison de Stargate Atlantis se clôt. La série Legacy se veut en effet être une sixième saison virtuelle. Ce premier ouvrage présente les personnages dans leur nouvelle vie sur Terre après celle menée au sein de l'expédition Atlantis, tout juste terminée. Toutefois, grâce à l'aide de Jack O'Neill notamment, la cité repartira dans la galaxie de Pégase, où une nouvelle reine Wraith appelée "Death" unifie ses semblables autour d'elle en quête de pâturages plus fertiles : la Voie Lactée, et plus particulièrement la Terre…                                                                 |                                                      |                                          |                 |                  |
| SGA-17 | The Lost Second livre de la série Legacy             | Jo Graham et Amy Griswold                | Février 2011    | Post-Saison 5    |
| Après les terribles évènements de Stargate Atlantis : Homecoming, l'équipe d'Atlantis met tout en œuvre pour retrouver le Dr Rodney Mc Kay même si cela implique de demander de l'aide à des ennemis. |                                                      |                                          |                 |                  |
| SGA-18 | Allegiance Troisième livre de la série Legacy        | Melissa Scott et Amy Griswold            | Novembre 2011   | Post-Saison 5    |
| L'équipe de Sheppard rentre sur Atlantis après avoir découvert que Rodney McKay est maintenant un Wraith nommé Quicksilver qui sert avec dévotion la reine Death sans se souvenir de sa véritable identité. |                                                      |                                          |                 |                  |
| SGA-19 | The Furies Quatrième livre de la série Legacy        | Jo Graham                                | Juin 2012       | Post-Saison 5    |
| L'équipe d'Atlantis à recours à des mesures désespérées dans le but de sauver McKay des griffes de la reine Death. Teyla Emmagan doit encore une fois se transformer en reine Wraith afin de tenter un dangereux subterfuge. Mais afin de tromper la reine Death, Teyla va devoir se plonger dans sa partie Wraith plus intensément qu'elle ne l'a jamais fait, si intensément qu'elle pourrait se perdre pour toujours. |                                                      |                                          |                 |                  |
| SGA-20 | Secrets Cinquième livre de la série Legacy           | Jo Graham et Melissa Scott               | Août 2012       | Post-Saison 5    |
| L'équipe d'Atlantis tente de se regrouper après la bataille alors que Teyla poursuit sa dangereuse mascarade en tant que Reine Wraith. |                                                      |                                          |                 |                  |
| SGA-21 | The Inheritors Sixième livre de la série Legacy      | Jo Graham, Melissa Scott et Amy Griswold | Avril 2013      | Post-Saison 5    |
| Alors que les conflits et les trahisons menacent de faire tomber la fragile alliance entre Atlantis, le Wraith Todd et les Genii, le seul espoir de survie pour l'humanité repose sur un appareil Ancien. Une arme aux effets dévastateurs mais trop puissante pour être laissée de côté. Une arme capable d'exterminer tous les Wraith de la galaxie et avec eux, chaque humain possédant de l'ADN Wraith... |                                                      |                                          |                 |                  |
| SGA-22 | Unascended Septième livre de la série Legacy         | Jo Graham et Amy Griswold                | Juillet 2014    | Post-Saison 5    |
| Dans une galaxie à jamais changée après les évènements des livres précédents, Daniel Jackson arrive sur Atlantis pour mener des études archéologiques. Naturellement, les choses ne vont pas comme prévu. Entre Rodney McKay persuadé qu'Elizabeth Weir a effectué l'Ascension et qu'elle lui a sauvé la vie, et Daniel qui découvre des traces d'activité Vanir dans la galaxie de Pégase, l'équipe d'Atlantis devra une fois de plus se retrousser les manches. |                                                      |                                          |                 |                  |
| SGA-23 | The Third Path Huitième livre de la série Legacy     | Melissa Scott et Jo Wyrick               | Juillet 2015    | Post-Saison 5    |
| Alors que certains membres de l'expédition Atlantis sont aux mains des Vanir, d'autres sont bloqués sur Atlantis où une virulente épidémie a provoqué la quarantaine de la cité. Avec l'aide du Docteur Daniel Jackson, l'équipe du Colonel Sheppard va devoir se battre pour sauver la cité et libérer leurs compagnons mais aussi pour sauver une espèce tout entière de l'extinction. |                                                      |                                          |                 |                  |
| SGA-24 | Pride of the Genii Neuvième livre de la série Legacy | Melissa Scott                            | 28 juin 2018    | Post-Saison 5    |
| En tant qu'invités du chef Ladon Radim, l'équipe du colonel Sheppard assiste au lancement du premier vaisseau des Geniis - le Pride of the Genii. Radim a besoin que la première mission du Pride soit un succès s'il veut contrôler les opposants irréductibles à son traité avec Atlantis. Aussi, lorsque le vaisseau disparaît, il se tourne vers Atlantis pour obtenir une aide urgente. Le Pride n'ayant plus de contact, l'équipe de Sheppard doit le suivre à travers la galaxie de Pégase, reconstituant les événements de son voyage inaugural malheureux alors qu'ils font la course pour retrouver le vaisseau en détresse avant que le temps ne soit compté pour son équipage - et pour le chef Radim. |                                                      |                                          |                 |                  |

## Romans deStargate Universe
| N° | Titre | Auteur        | Sortie        | Épisode/Saison rattachée |
| --- | ----- | ------------- | ------------- | ------------------------ |
| SGU-01 | Air   | James Swallow | Novembre 2009 | Air                      |
| Il s'agit de la version papier du premier épisode de Stargate Universe. Arrivé sur le Destinée sans nourriture, matériel ni moyen de retourner sur Terre, le Colonel Everett Youg se retrouve responsable d'une mission qui est mal partie avant même d'avoir commencé. |       |               |               |                          |

## Nouvelles

### Stargate SG-1
| N° | Titre              | Auteur        | Sortie           | Épisode/Saison rattachée |
| --- | ------------------ | ------------- | ---------------- | ------------------------ |
| SGX-02 | Permafrost         | Collectif     | 17 décembre 2014 |                          |
| Une semaine avant Noël, Daniel Jackson découvre que des archéologues en Islande ont découvert des ruines Vikings ayant un lien avec les Asgards. SG-1 se rend sur place où l'équipe d'archéologues les accueils avec méfiance... |                    |               |                  |                          |
| SGX-07 | Behind Enemy Lines | Sally Malcolm | 22 août 2017     |                          |
| Dix ans après Stargate SG-1 : L'apprenti sorcier, le général Jack O'Neill a un problème. Son clone, créé par Loki, un Asgard véreux, s'est attiré des ennuis et a attiré l'attention de la Sécurité intérieure.                  |                    |               |                  |                          |

### Stargate Atlantis
| N° | Titre           | Auteur        | Sortie           | Épisode/Saison rattachée |
| --- | --------------- | ------------- | ---------------- | ------------------------ |
| SGX-04 | Lost Queen      | Melissa Scott | 28 décembre 2015 | Post-Saison 5            |
| Il s'agit de la suite de la série Legacy. L'équipe de Sheppard doit venir en aide à des Wraiths à la recherche de leur reine perdue dans un monde en proie à une épidémie.                                  |                 |               |                  |                          |
| SGX-05 | Wild Blue       | Melissa Scott | 30 juin 2016     |                          |
| Dans la paix qui a suivi le traité d'Atlantis avec les Wraiths, la planète natale de Ronon Dex, Sateda, se reconstruit après l'attaque dévastatrice des Wraiths qui a presque détruit sa civilisation.      |                 |               |                  |                          |
| SGX-08 | From the Depths | Amy Griswold  | 7 février 2018   |                          |
| Lorsque la vie aquatique sur la planète d'adoption d'Atlantis commence à menacer la ville, l'équipe du colonel Sheppard découvre que les créatures sont à la fois intelligentes et capables de communiquer. |                 |               |                  |                          |

### Stargate SG-1/Atlantis
| N° | Titre           | Auteur    | Sortie        | Épisode/Saison rattachée |
| --- | --------------- | --------- | ------------- | ------------------------ |
| SGX-01 | Far Horizons    | Collectif | Octobre 2014  |                          |
| Des premières expériences de Todd à la première mission de Teal'c au SGC , Far Horizons amène son lot d'aventures inédites. |                 |           |               |                          |
| SGX-03 | Point of Origin | Collectif | Novembre 2015 |                          |
| Du passé de Ronon sur Satéda à la première semaine de commandement de Samantha Carter sur Atlantis en passant par les conséquences pour George Hammond de sa rencontre avec SG-1 en 1969. Point of Origin lève le voile sur certains détails de l'univers Stargate encore inédits.                      |                 |           |               |                          |
| SGX-06 | Homeworlds      | Collectif | 23 juin 2017  |                          |
| Voyagez avec Teyla Emmagan dans la cité en ruines de ses ancêtres ou accompagnez Sam Carter lorsqu'elle rend la dépouille de Selmak aux Tok'ra. Rejoignez John Sheppard lorsqu'il guide l'équipe d'Atlantis dans les rues de New York, ou suivez le SG-1 à la poursuite d'un tueur en série en fuite... |                 |           |               |                          |